# Ahmad Ghahreman
Prof. Dr. Ahmad Ghahreman (احمد قهرمان, en idioma persa) ( 1928, Babol (Irán) - 7 de noviembre de 2008 Teherán) fue un botánico, fitogeógrafo iraní y profesor de la Universidad de Teherán.

## Algunas publicaciones
- FLORA oF IRAN (en 25 volúmenes)

- Attar, f.; a. Ghahreman. 2000. Two new species and a new record of the genus Cousinia Cass., sect. Cynaroideae (Asteraceae) from Iran. Iran. J. Bot 8:259–269
- -----, -----. 2002. New taxa of genus of Cousinia. Iran. J. Bot 9:161–169
- -----, -----, m. Assadi. 2000. A new species of Cousinia Cass. (Asteraceae) from Iran. Pakistan J. Bot 32:293–294
- -----, -----, -----. 2001a. Studies on the genus Cousinia Cass. (Compositae) in Iran. Iran. J. Bot 9:55–62
- -----, -----, -----. 2001b. Three new species of the genus Cousinia Cass. (Asteraceae, sect. Cynaroideae) from Iran. Nordic J. Bot 20:697–700
- -----, -----, -----. 2002. Cousinia zagrica (Asteraceae), a new species from West Iran. Sendtnera 8:5–7
- Ghahreman, a.; f. Attar. 1999. Biodiversity of plant species in Iran. Tehran Univ. Publications 2411. Tehran
- -----, m. Iranshahr, f. Attar. 1999. Introducing two new and a rare species of the genus Cousinia Cass., sect. Cynaroideae (Asteraceae). Iran. J. Bot 8:15–22

- La abreviatura «Ghahr.» se emplea para indicar a Ahmad Ghahreman como autoridad en la descripción y clasificación científica de los vegetales.[1]